# Иван Цеков (генерал)
Вижте пояснителната страница за други личности с името Иван Цеков.
Иван Цеков Цеков е български офицер, генерал-майор, участник в Сръбско-българската (1885), Балканската (1912 – 1913) и Междусъюзническата война (1913), началник на етапите и транспортите в Тиловото управление на 2-ра армия през Първата световна война (1915 – 1918).

## Биография
Иван Цеков е роден на 15 октомври 1861 г. в Рахово. На 30 август 1883 завършва с 4-ти випуск на Военното на Негово Княжеско Височество училище и е произведен в чин подпоручик. Взема участие в Сръбско-българската война (1885) като командир на 16-а рота от 4-та дружина на 3-ти пехотен бдински полк. Ротата е част от Радомирския отряд и взема участие в Боя при Брезник на 6 ноември, в който бой подпоручик Цеков бива ранен.
По време на военната си кариера служи в 7-а пехотна дружина, 3-ти пехотен бдински полк, 6-и пехотен търновски полк и 17-и пехотен доростолски полк. По време на Балканската (1912 – 1913) и Междусъюзническата война полковник Цеков командва 28-и пехотен стремски полк, а на 25 април 1915 г. е уволнен от служба.
В началото на Първата световна война (1915 – 1918) запасния полковник Цеков е мобилизиран и назначен за началник на етапите и транспортите в Тиловото управление на 2-ра армия. През 1921 г. съгласно заповед № 355 по Министерството на войната „за отличия и заслуги през втория период на войната“ е награден с Народен орден „За военна заслуга“ III степен без военно отличие.
На 6 май 1936 г. е произведен в чин генерал-майор. Генерал-майор Иван Цеков е женен и има 4 деца.

## Военни звания
- Подпоручик (30 август 1883)
- Поручик (24 март 1886)
- Капитан (1888)
- Майор (1899)
- Подполковник (1904)
- Полковник (1910)
- Генерал-майор (6 май 1936)

## Образование
- Военно на Негово Княжеско Височество училище (до 1883)

## Награди
- Народен орден „За военна заслуга“ III степен без военно отличие (1921)